# 柴田学園大学附属柴田学園高等学校

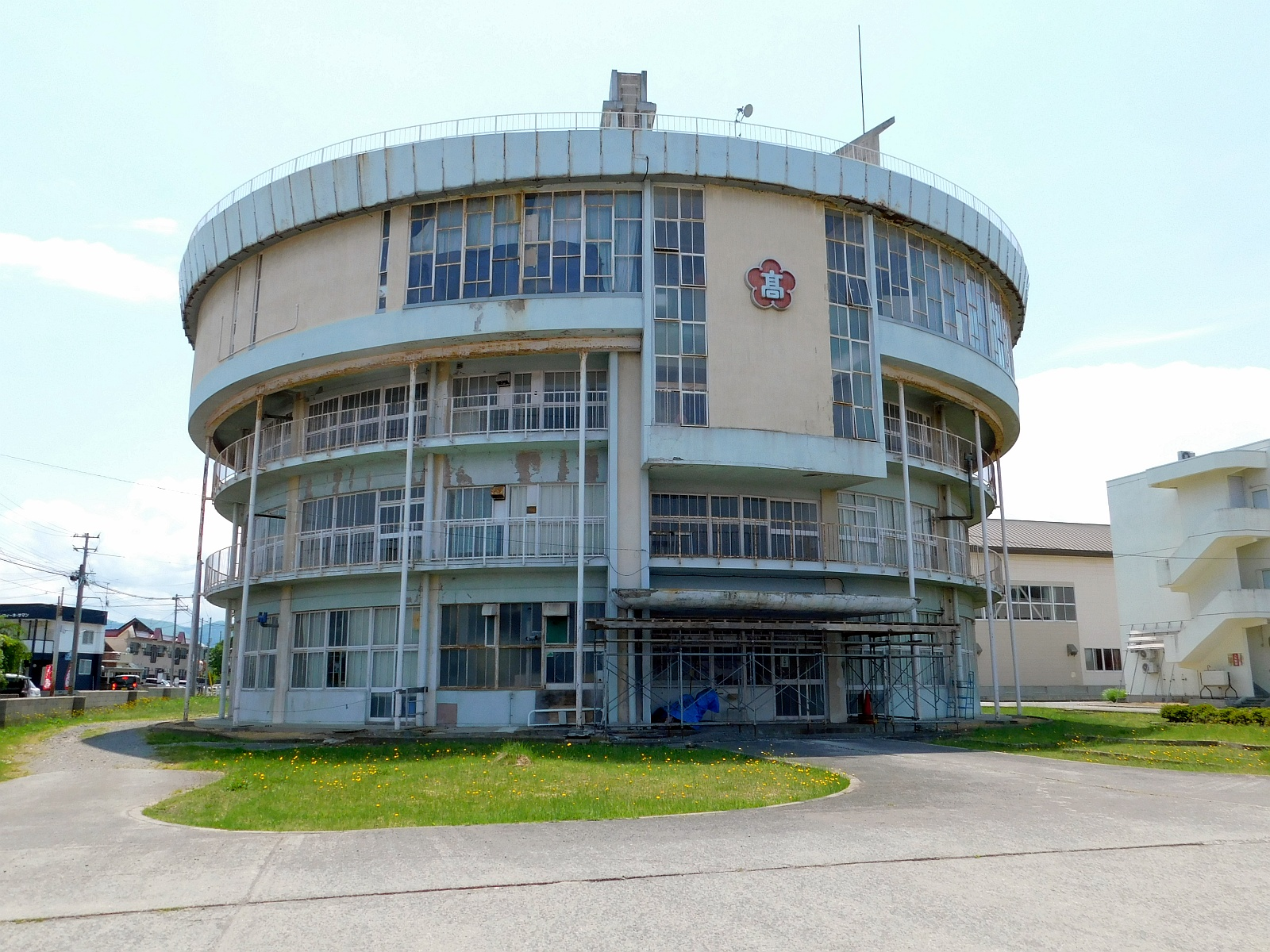
円型校舎

柴田学園大学附属柴田学園高等学校（しばたがくえんだいがくふぞくしばたがくえんこうとうがっこう、英: Shibata Gakuen High School）は、青森県弘前市にある私立の高等学校であり、学校法人柴田学園が運営する学校である。

## 沿革・概要
1948年に柴田女子高等学校として開校。
2019年度より男女共学化し、柴田学園高等学校に名称変更された。
2022年に柴田学園大学の附属学校となり、校名が柴田学園大学附属柴田学園高等学校に変更された。

### 進路状況
2021年度の進路状況は進学74.3％・就職19.6％であり、進学者の方が多く全体の約4分の3を占めていた。進学先の4年制大学・短期大学・専門学校の割合は3:3:4であった。また、就職先は弘前市を中心とした県内が82.8％であり、東京を中心とした県外就職に比べ地元志向が強い。

## 設置学科
- 全日制課程
  - 普通科
    - みらい創造コース
    - 総合進学コース

  - 家政科
    - 三冠王コース [注釈 1]
    - 調理師コース

  - 情報科
    - ITビジネスコース

## 部活動
女子バスケットボール部はインターハイに18回出場し、ウインターカップに17回出場している。

### 運動部
- バスケットボール部
- ソフトボール部
- スキー部
- バレーボール部
- 弓道部
- テニス部
- 卓球部
- 柔道部
- バドミントン部
- 陸上競技
- サッカー部
- 射撃部

### 文化部
- 演劇部
- 放送部
- 吹奏楽部
- 音楽部
- 茶道部
- 書道部
- 園芸部
- 手芸部
- 美術部
- 写真部
- イラスト部
- JRC部 [注釈 2]

## 著名な卒業生
- 春日流い - バスケットボール選手
- 中村優花 - バスケットボール選手
- 新井希寧 - バスケットボール選手

## 系列校
- 柴田学園大学
- 柴田学園大学短期大学部
- 柴田幼稚園

## 交通
- 弘南バス
  - 弘前駅 - 学園町線
    - 北園町停留所から徒歩2分程度。